# Episodi de I miei amici Tigro e Pooh
Questa pagina contiene la lista completa degli episodi della serie televisiva d'animazione I miei amici Tigro e Pooh.

## Stagioni

### Stagione 1
|     |                                                                                     | Data originale    | Data italiana  |
| --- | ----------------------------------------------------------------------------------- | ----------------- | -------------- |
| 101 | "Il Ruba-Birbabatola"/"L'ombra Del Dubbio Di Tigro"                                 | 12 maggio 2007    | 28 marzo 2009  |
| 102 | "Come Dire "Ti Voglio Bene"/"Piccolo, Grande Pimpi"                                 | 13 maggio 2007    | 28 marzo 2009  |
| 103 | "L'eco eco di Pimpi Pimpi"/"Un aquilone nei guai"                                   | 19 maggio 2007    | 29 marzo 2009  |
| 104 | "Il Mistero Della Coda Scomparsa"/"Lo Strano Caso Delle Luci Volanti"               | 20 maggio 2007    | 29 marzo 2009  |
| 105 | "A nanna senza la mamma"/"Sogni d'oro, Pooh"                                        | 26 maggio 2007    | 30 marzo 2009  |
| 106 | "Su con la vita, Ih-Oh!"/"Ma i Tigri non dormono mai?"                              | 2 giugno 2007     | 30 marzo 2009  |
| 107 | "Alla ricerca dei crampetti perduti"/"Con un compromesso, ci si diverte lo stesso!" | 9 giugno 2007     | 31 marzo 2009  |
| 108 | "Buster, che cosa vuoi dirci?"/"I cuccioli non sono tutti uguali"                   | 16 giugno 2007    | 31 marzo 2009  |
| 109 | "Non basta un fischio per fare un Tigro"/"Il mistero della buca scomparsa"          | 23 giugno 2007    | 1º aprile 2009 |
| 110 | "La nuova identità di Tigro"/"L'ospite a strisce"                                   | 7 luglio 2007     | 1º aprile 2009 |
| 111 | "I "Pooh-rati" del bosco"/"Il singhiozzo di Tigro"                                  | 21 luglio 2007    | 4 aprile 2009  |
| 112 | "La coda di Darby"/"Tigrose consegne a domicilio"                                   | 4 agosto 2007     | 4 aprile 2009  |
| 113 | "Un grande super detective"/"Fulmini, che paura!"                                   | 18 agosto 2007    | 5 aprile 2009  |
| 114 | "Alla ricerca dell'arcobaleno"/"Un regalo speciale"                                 | 7 settembre 2007  | 5 aprile 2009  |
| 115 | "Una questione spinosa"/"Come si fa a dire di no?"                                  | 22 settembre 2007 | 6 aprile 2009  |
| 116 | "Il bagno di Buster"/"Una notte al chiaro di luna"                                  | 16 febbraio 2008  | 6 aprile 2009  |
| 117 | "Christopher, la rana"/"Il roccioso problema di Pimpi"                              | 11 luglio 2008    | 7 aprile 2009  |
| 118 | "In missione sulla luna"/"Roo si è rimpicciolito?"                                  | 6 ottobre 2007    | 7 aprile 2009  |
| 119 | "Casa, dolce casa"/"Una zucca da primo premio"                                      | 20 ottobre 2007   | 8 aprile 2009  |
| 120 | "La giornata del grazie"/"Tartarugo è sempre in ritardo"                            | 10 novembre 2007  | 8 aprile 2009  |
| 121 | "Il mistero del doppio Pooh"/"L'asinello sonnambulo"                                | 10 novembre 2007  | 11 aprile 2009 |
| 122 | "Alla ricerca del dentino perduto"/"Il caso della neve accaldata"                   | 1º dicembre 2007  | 11 aprile 2009 |
| 123 | "Il concerto di primavera di Tappo"/"Alla ricerca dei fiocchi di neve"              | 19 gennaio 2008   | 12 aprile 2009 |
| 124 | "Povero, Piccolo Alvin!"/"Doppia Indagine Per I Super Detectives"                   | 21 marzo 2008     | 12 aprile 2009 |
| 125 | "Il Mistero Delle Farfalle Fiorite"/"Chi bussa alla porta di Tappo?"                | 16 maggio 2008    | 13 aprile 2009 |
| 126 | "Darby indaga da sola"/"Buster, dove sei?"                                          | 16 agosto 2008    | 13 aprile 2009 |

### Stagione 2
|     |                                                                         | Data originale    | Data italiana    |
| --- | ----------------------------------------------------------------------- | ----------------- | ---------------- |
| 127 | "Darby indaga sulla Noddola"/"Tigro ha perso una striscia"              | 27 settembre 2008 | 9 novembre 2009  |
| 128 | "Il sostituto di Tigro"/"I Superdetective non sanno aspettare"          | 27 settembre 2008 | 16 novembre 2009 |
| 129 | "La nuova amichetta di Tappo"/"Il mistero della nebbia nel bosco"       | 28 settembre 2008 | 23 novembre 2009 |
| 130 | "Pooh e l'albero dei biscotti"/"Una canzone per Effy"                   | 28 settembre 2008 | 30 novembre 2009 |
| 131 | "Il silenzio di Tappo"/"Un castoro zelante"                             | 4 ottobre 2008    | 7 dicembre 2009  |
| 132 | "Le api di Pooh sono sparite"/"Il tesoro di Buster"                     | 18 ottobre 2008   | 14 dicembre 2009 |
| 133 | "Niente miele per Pooh"/"Un bagno nel fango"                            | 8 novembre 2008   | 21 dicembre 2009 |
| 134 | "Un ghiandoso problema"/"Effy mi manchi"                                | 14 dicembre 2008  | 28 dicembre 2009 |
| 135 | "La terra degli oggetti smarriti"/"Pimpi e l'animale misterioso"        | 15 dicembre 2008  | 5 gennaio 2010   |
| 136 | "La voce perduta di Pimpi"/"Contando i semi"                            | 3 gennaio 2009    | 12 gennaio 2010  |
| 137 | "Il "musoleo" di Tigro"/"La puzzola inodore"                            | 31 gennaio 2009   | 19 gennaio 2010  |
| 138 | "Il compleanno di Ih-Oh"/"Roo e il gioco di prestigio"                  | 14 febbraio 2009  | 26 gennaio 2010  |
| 139 | "Fiori per Ih-Oh"/"Il coniglietto pasquale"                             | 27 marzo 2009     | 3 febbraio 2010  |
| 140 | "Il problema delle rotelle"/"Tartarugo esce dal guscio"                 | 11 maggio 2009    | 6 gennaio 2011   |
| 141 | "Il pony di Darby"/"Lo spaventapasseri che non spaventa"                | 6 giugno 2009     | 8 giugno 2012    |
| 142 | "Tigro e l'aiuto indesiderato"/"A Castoro non piace niente"             | 11 luglio 2009    | 4 febbraio 2011  |
| 143 | "La vacanza di Holly"/"Pimpi scopre l'arte"                             | 11 luglio 2009    | 6 dicembre 2011  |
| 144 | "Una spinosa situazione per Darby"/"Il mostro sotto il letto di Pimpi"  | 27 settembre 2009 | 20 gennaio 2011  |
| 145 | "Un picchio un po' smemorato"/"Che fine ha fatto Billy Bu?"             | 11 luglio 2009    | 1º luglio 2012   |
| 146 | "Pooh diventa blu"/"La canzone della zucca"                             | 8 settembre 2009  | 4 dicembre 2012  |
| 147 | "Tigro e l'invito smarrito"/"Darby e il caso Halloween"                 | 24 ottobre 2009   | 6 gennaio 2013   |
| 148 | "Sei diventato grande, Roo!"/"Il caso del ciuffo piumato"               | 27 settembre 2009 | 25 dicembre 2013 |
| 149 | "La giornata storta di Pooh"/"Un'indagine al vento"                     | 26 settembre 2009 | 30 gennaio 2014  |
| 150 | "Tigro pulisce casa"/"Detective Buster"                                 | 4 novembre 2009   | 3 febbraio 2014  |
| 151 | "Roo e il sasso nell'acqua"/"Una sorpresa per i Super Detective"        | 18 novembre 2009  | 24 luglio 2014   |
| 152 | "Pooh e la bolla di sapone"/"Castoro e la puzzola"                      | 1º dicembre 2009  | 1º gennaio 2015  |
| 153 | "Tigro ed il suo yo-yo"/"Pooh perde la sua maglietta"                   | 6 ottobre 2010    | 2 febbraio 2015  |
| 154 | "Cinque amici preziosi"/"La gara di Tappo e Tartarugo"                  | 15 dicembre 2009  | 9 febbraio 2015  |
| 155 | "L'efelantino sciatore"/"L'invasione dei vermi"                         | 2 gennaio 2010    | 16 febbraio 2015 |
| 156 | "Pimpi e la stella dei desideri"/"Due scoiattolini birichini"           | 2 gennaio 2010    | 24 febbraio 2015 |
| 157 | "Pooh e Pimpi e il posto fuori posto"/"Ih-Oh e la nuvoletta nera"       | 3 gennaio 2010    | 2 marzo 2015     |
| 158 | "Alla ricerca del dinosauro perduto"/"I nuovi amici del bosco"          | 3 luglio 2010     | 9 marzo 2015     |
| 159 | "La torta di... Tappo!"/"Tigro sottosopra"                              | 26 settembre 2009 | 16 marzo 2015    |
| 160 | "Porcospina e il flauto scomparso"/"Darby e il giorno della fotografia" | 3 gennaio 2010    | 23 marzo 2015    |
| 161 | "A Pooh il miele non piace più"/"Il posticino speciale di Darby"        | 9 ottobre 2010    | 30 marzo 2015    |
| 162 | "Darby e la limonata"/"Lezioni di ballo"                                | 3 ottobre 2010    | 6 aprile 2015    |
| 163 | "Darby cura l'orto"/"L'usignolo di Pooh"                                | 12 luglio 2009    | Inedito          |